# Cardiocladius ceylanicus
Cardiocladius ceylanicus är en tvåvingeart som beskrevs av Jean-Jacques Kieffer 1912. Cardiocladius ceylanicus ingår i släktet Cardiocladius och familjen fjädermyggor.
Artens utbredningsområde är Sri Lanka. Inga underarter finns listade i Catalogue of Life.